# Ikere
Ikere è una delle sedici aree a governo locale (local government areas) in cui è suddiviso lo Stato di Ekiti, nella Repubblica Federale della Nigeria. Conta una popolazione di 147.355 abitanti.